# F-100 Super Sabre

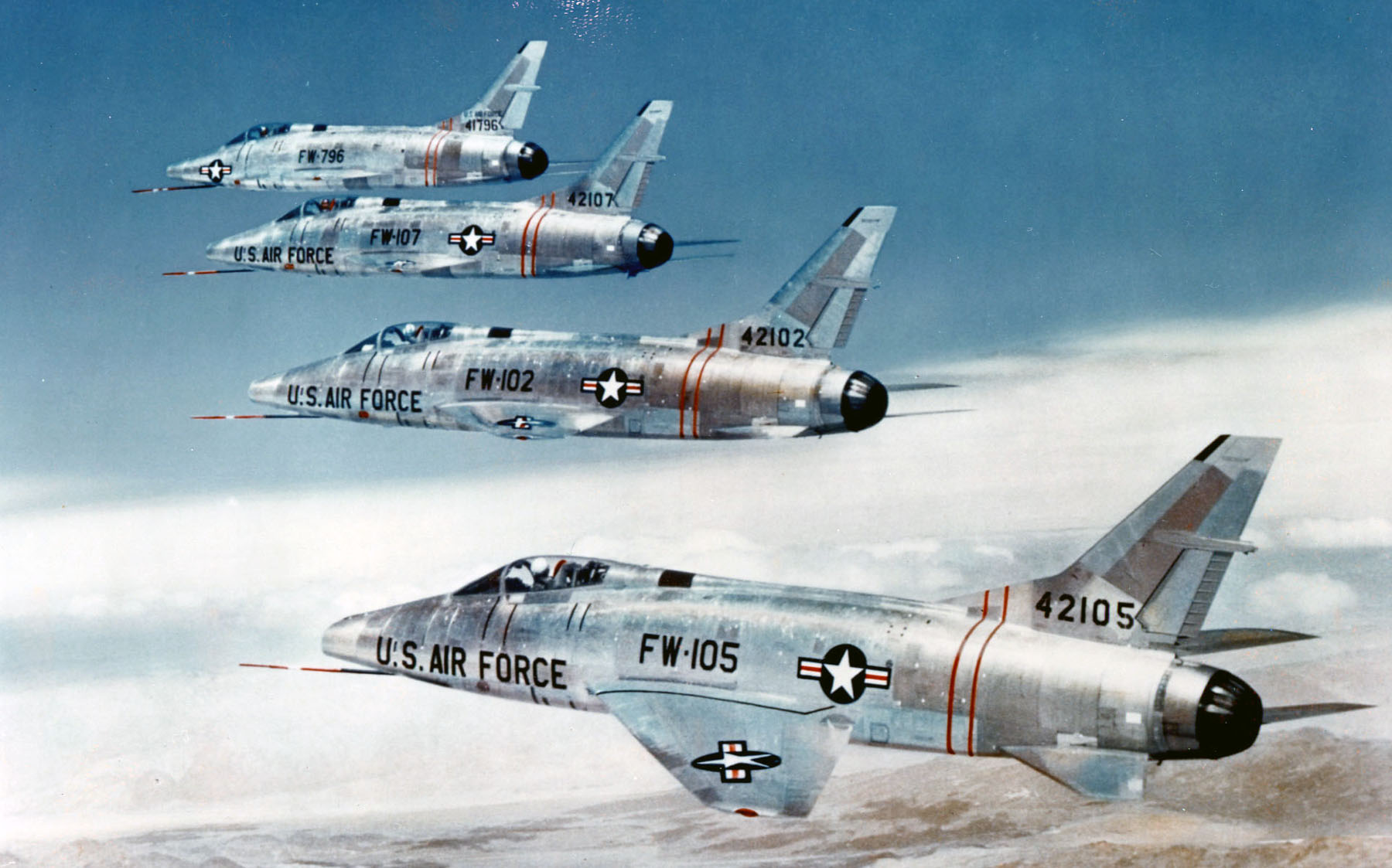
Patru avioane de vânătoare F-100 Super Sabre

North American F-100 Super Sabre a fost un avion de vânătoare cu reacție care a fost în serviciul U.S.A.F. din 1954 până în 1971 și în cadrul Gărzii Naționale Aeriene până în 1979. A fost primul dintr-o serie de avioane de vînătoare a S.U.A. capabil să aibă viteză supersonică la nivel de zbor.
F-100 a fost proiectat la început ca o continuare de mare performanță a avionului de superioritate aeriană F-86 Sabre.Adaptat ca 
bombardier de luptă,avionul F-100 a fost înlocuit de avionul de clasa 2 Mach F-105 Thunderchief pentru misiuni de atac asupra Vietnamului de Nord.Avionul F-100 a zburat extensiv deasupra Vietnamului de Sud ca avionul cu reacție primar de suport aerian la sol
până să fie înlocuit de avionul subsonic mult mai eficient A-7 Corsair II.Avionul F-100 de asemenea a servit în numeroase forțe 
aeriene ale NATO și cu alți aliați ai Statelor Unite.În viața lui ulterioară era referit ca "the Hun",o versiune prescurtată a denumirii "one hundred".

## Proiectare și dezvoltare
În ianuarie 1951 North American a livrat o propunere nesolicitată pentru un avion de vânătoare supersonic diurn către U.S.A.F.
Denumit Sabre 45 din cauza aripii sale de 45°,reprezenta o evoluție a avionului F-86.Modelul a fost inspectat pe 7 iulie 1951
și după peste o sută de modificări,noul avion a fost acceptat ca F-100 pe 30 noiembrie 1951.Pe 3 ianuarie 1952,USAF a ordonat două prototipuri urmate de 23 avioane F-100A în februarie și încă 250 avioane F-100A în august.
YF-100A a zburat a zburat pentru prima dată pe 25 mai 1953,cu șapte luni înaintea programării.A atins 1,05 Mach.Al doilea prototip
a zburat pe 14 octobrie 1953,urmat de prima producție de F-100A pe 9 octombrie 1953.